# 서나래
서나래(1983년 3월 12일 ~ , 필명 낢)는 대한민국의 만화가이다. 소소한 일상의 이야기를 다이어리 형식으로 다룬 만화로 유명하며, 대표작으로는 '낢이 사는 이야기'가 있다.

## 약력
2002년 한영외국어고등학교를 졸업하고 연세대학교 생활디자인과에 재학 중 미니홈피에 '낢이 사는 이야기'라는 제목으로 다이어리 형식의 만화를 연재하다가, 2004년 개인 홈페이지를 개설해 연재 장소를 옮겼다. 귀여운 그림체와 공감을 이끌어내는 소재들로 인기를 얻어, 2006년 단행본이 출시되었으며 2007년 포털 사이트 네이버에서 정식 웹툰 작가가 되었다. 2008년까지 네이버 만화 내 독자 공간에서 《낢이 사는 이야기》를 연재하였으며 만화 네팔 여행기"나는 어디에 있는 거니"라는 여행기를 연재하였다.

## 별명
웹툰요정

## 작품

### 연재 종료
- 《낢의 책갈피》: 교보문고 홈페이지에 연재했던 작품.
- 《어쩐지 표가 생겼어요》: 인터파크 홈페이지에 연재했던 작품.
- 《낢이 사는 이야기》: 데뷔작이자 대표작. 네이버 웹툰에 연재했던 작품, YBM시사의 사이버 어학원 홈페이지에서 연재분 일부를 영어교육 컨텐츠로 활용했다. 현재 책으로도 출간되어있다. 현재는 다시 네이버 웹툰에서 연재하고 있다.
- 《나는 어디에 있는 거니》: 서나래가 연재하였던 웹툰이다. 여행에 관심들의 소재로 다루었다. 2009년 7월 5일부터 네이버 웹툰에서 연재하다가 2009년 10월 11일에 완결되었다. 현재 책으로도 출간되어있다.
- 《은근남 카운셀링》: 야후! 카툰세상에서 연재되었던 작품. '은근남'이라는 이름의 꽃이 주인공이다. 현재 책으로도 출간되어있다. 3기까지 나왔고, 2009년 4월 16일에 완결되었다.
- 《낢에게 와요》: 네이버 웹툰에 연재했던 작품. 서나래가 대학교 새내기 시절에 겪었던 경험담(특히 짝사랑)에 대해서 다루고 있는 작품이다.
- 《한 살이라도 어릴때》: 서나래가 김진, 필냉이와 함께 몽골에 다녀온 경험을 그린 여행기이다. 세 명의 작가가 1회씩 릴레이 툰을 그리는 형식으로 완성되었다. 2013년 9월에 단행본으로 출간되었다.
- 《2015 사이》

## 팬시 상품
한국쓰리엠은 2009년 3월 16일 서나래와 손잡고 "포스트-잇 낢이 사는 이야기"를 출시했다.